# 框架效應
框架效應是一種認知偏誤，人們根據選項所呈現的正面或負面含義來決定選項；例如作為損失或收益。
收益和損失在場景中被定義為對結果的描述（例如，失去或挽救生命、治療和未治療的疾病患者等）。
展望理論假設損失比等價收益更顯著，肯定收益（確定性效應和偽確定性效應）優於概率收益，並且概率損失優於確定損失。 框架效應的危險之一是，人們通常只能在兩個框架之一的背景下獲得選擇。
這個概念有助於理解社會運動中的框架分析，也有助於政治觀點的形成，其中政治化妝師在政治民意調查中起著重要作用，這些民意調查旨在鼓勵對委託民意調查的組織做出有益的回應。有人認為，使用該技術會損害政治民意調查本身的信譽。如果向人們提供充足的可信信息，這種影響會減少甚至消除。
這種效應無法用理性選擇理論來解釋。

## 背景
根據 Daniel Kahneman 和 Amos Tversky 的說法，僅僅改變選項的制定方式就可以影響偏好順序這一事實從根本上與不變性的合理性標準相矛盾。因此，顯著性（英語：salience）的變化，即刺激的可及性，是框架效應的基本機制。由於描述中某些方面的顯著性發生了變化，因此對等同選項的感知會有所不同。

## 案例
疾病问题

想象某個國家正准备对付一种罕见的疾病，预计该疾病的发作将导致600人死亡。现有两种与疾病作斗争的方案可供选择。假定对各方案所产生后果的精确科学估算如下所示：

- 情景一：对第一组被试（N=152）叙述下面情景：

  - 如果采用A方案，200人将生还。（72%）

  - 如果采用B方案，有1/3的机会600人将生还，而有2/3的机会无人将生还。（28%）
- 情景二：对第二组被试（N=155）叙述同样的情景，同时将解决方案改为C和D：

  - 如果采用C方案，400人将死去。（22%）

  - 如果采用D方案，有1/3的机会无人将死去，而有2/3的机会600人将死去。（78%）

实质上情景一和二中的方案都是一样的，只是改变了以下描述方式而已。但也正是由于这小小的语言形式的改变，使得人们的认知参照点发生了改变，由情景一的“收益”心态到情景二的“损失”心态。即是以死亡还是救活作为参照点，使得在第一种情况下被试把救活看作是收益，死亡看作是损失。不同的参照点人们对待风险的态度是不同的。面临收益时人们会小心翼翼选择风险规避；面临损失时人们甘愿冒风险倾向风险偏好。因此，在第一种情况下表现为风险规避。第二种情况则倾向于风险寻求。

疾病问题的例子很清楚地说明了框架效应的道理：相同的客观问题，通过变换框架，将得到可预知的不同结果。

需要注意的是这里的收益和损失完全是以认知参照点为依据的，参照点不一样，人们决策的方式也不一样。再来看一个具体的例子：例如，让人们对下列情景进行决策：（被试N=150）

- 情景一：如果一笔生意可以稳赚800美元，另一笔生意有85%的机会赚1000美元，但也有15%的可能分文不赚。
- 情景二：如果一笔生意要稳赔800美元，另一笔生意有85%的可能赔1000美元，但相应地也有15%的可能不赔钱。

结果表明，在第一种情况下，84%的人选择稳赚800美元，表现在对风险的规避，而在第二种情况下87%的人则倾向于选择“有85%的可能赔1000美元，但相应地也有15%的可能不赔钱”的那笔生意，表现为对风险的寻求。

典型的决策者会相对中性参照点来评价结果，因此参照点的位置将最终影响决策定制者的风险偏好。在上述2个情境中，决策的关键在于决策者的参照点是什么？得到多少，或是损失多少？情景一中84%的决策者便是以“分文不赚”为参照点，从而规避风险，选择800美元的收益；情景二中87%的人则以“15%的可能不赔钱”为参照点，选择接受风险，而非接受明确的损失。

## 生命階段等方面影響
框架效應一直被證明是決策中最大的偏見之一。 一般來說，框架效應的敏感性隨著年齡的增長而增加。在考慮醫療保健和財務決策時，年齡差異因素尤為重要。
然而，當遇到外語（非母語）時，框架效應似乎消失了。:246 對這種消失的一種解釋是，與母語相比，非母語提供了更大的認知和情感距離。 與母語相比，外語的自動處理也更少。這會導致更多的審議，這可能會影響決策制定，從而使決策更加系統化。

### 童年和青春期
隨著年齡的增長，決策中的框架效應變得更強。 這部分是因為定性推理隨著年齡的增長而增加。 雖然學齡前兒童更有可能根據結果的概率等定量屬性做出決定，但小學生和青少年逐漸更有可能進行定性推理，選擇收益框架中的確定選項和損失框架中的風險選項而不考慮概率。 定性思維的增加與一生中發生的“基於要點的”思維的增加有關。
然而，定性推理以及因此對框架效應的敏感性在青少年中仍然不如成人強，青少年比成年人更有可能在獲得和損失框架下選擇冒險選項給定的場景。 對青少年傾向於冒險選擇的一種解釋是，他們缺乏負面後果的真實經驗，因此過度依賴對風險和收益的有意識評估，關注具體信息和細節或定量分析。 這減少了框架效應的影響，並導致給定場景的框架之間具有更大的一致性。 10 到 12 歲的孩子更容易冒險並表現出框架效應，而年齡較小的孩子只考慮所呈現的兩個選項之間的數量差異。